# Fort de La Roche
Le fort de La Roche (appelé également Fort de La Rochelle, Fort de Rocher, Fort de La Tortue ou Fort Levasseur) fut un fort français construit au XVIIe siècle sur l'île de la Tortue à Saint-Domingue. Ce fort prendra ensuite le nom de Fort Saint-Sacrement.
En 1640, le Huguenot, François Levasseur prend le contrôle de l’île de la Tortue pour le roi de France Louis XIII, avec le titre de gouverneur. Cet ancien ingénieur militaire fait édifier le Fort de La Roche. Ce bastion sera le premier point d'appui français dans cette île très convoitée par les Espagnols, les Anglais et les pirates et autres flibustiers.
François Levasseur fait construire sur les hauteurs de Basse-Terre (à environ 700 m du rivage et à 70 mètres d'altitude) le Fort de La Roche qui peut abriter 300 hommes et 24 canons. Une grotte permet de stocker des vivres et des munitions. Une source fournit l'eau nécessaire, tandis que des ruines sont encore visibles aujourd'hui. 
Le fort fut bâti avec une structure en étoile et de deux bastions. Des terrasses permettaient de protéger des hommes supplémentaires. Il a été construit autour d'un rocher escarpé, au centre d'un plateau dominant la colline. Levasseur avait son réduit, qu'il nomma pigeonnier. Il n'y avait qu'un seul chemin que l'entrée autorisée jusqu'à l'intérieur du bâtiment. La première moitié de ce chemin était un escalier de pierre sculpté dans la roche elle-même. La seconde moitié était une échelle qui était abaissée par le haut, comme un pont-levis.
Le fort va résister à toutes les attaques ennemies, dont une des forces espagnoles fortes de 800 hommes qui débarqua sur l'île, mais les canons français du fort coulèrent un des navires espagnols et les troupes espagnoles furent dispersées et contraintes de se retirer de l'île. Les forces anglaises attaquèrent à leur tour l'île en 1648, mais sans succès.
Après l'assassinat de Levasseur en 1652 pour des raisons présumées sentimentales (il aurait été l'amant de la femme d'un de ses lieutenants), le fort est renommé fort du Saint Sacrement.
Avec la mort de Levasseur, l'île de la Tortue passe sous l'autorité du chevalier de Fontenay qui devient gouverneur de la Tortue. Fontenay n'impose pas la même autorité sur l'île. 
En 1654, Les Espagnols ont pu voir le déclin de l'influence du fort et en profite pour attaquer l'île et installer des canons sur les hauteurs des collines avoisinants celle du fort. Les forces militaires espagnoles finiront par détruire le fort qui restera en ruine.  